# Bygning
 Der er for få eller ingen kildehenvisninger i denne artikel, hvilket er et problem. Du kan hjælpe ved at angive troværdige kilder til de påstande, som fremføres i artiklen.

En bygning er en menneskeskabt, fritstående og fast placeret konstruktion af tilvirkede materialer og anvendt til beboelses-, erhvervsvirksomheds-, betjenings-, opbevarings- eller tidsbegrænset opholdsformål.
Byggeteknisk er en bygning konstrueret til at bære sin egen vægt ud fra sit fundament.
Strukturelt set muliggør forskellige byggetekniske principper etageinddelinger ved brug af bærende stål-, træ- eller betonelementer, som fordeler bygningens vægt vertikalt ned i fundamentet og modstår horisontale påvirkninger som vind.

## Eksempler på bygninger
- Lade
- Hytte
- Skur
- Hus
- Kirke (bygning)
- Hal (bygning)